# Yana Oleksandrivna Klochkova
Yana Oleksandrivna Klochkova (tiếng Ukraina: Яна Олександрівна Клочкова; sinh ngày 7 tháng 8 năm 1982) là một vận động viên bơi lội người Ukraina. Cô đã giành được 5 huy chương Olympic trong sự nghiệp, 4 trong số đó là huy chương vàng. Cô là Bậc thầy thể thao xuất sắc (1998), Anh hùng Ukraina (2004). Klochkova là vận động viên Ukraina giành nhiều huy chương Olympic nhất cho đến năm 2024 khi tay kiếm Olga Kharlan vượt qua cô.
Yana Klochkova lập 50 kỷ lục quốc gia Ukraina ở các bể 25 và 50 mét ở các cự ly 100, 200, 400 mét với bơi hỗn hợp; 200, 400 và 800 mét bơi tự do; 100 và 200 mét bơi ngửa; 200m bơi bướm và bơi tiếp sức. Tại Thế vận hội Olympic ở Sydney, cô đã lập kỷ lục thế giới ở nội dung bơi hỗn hợp 400 mét và kỷ lục châu Âu ở nội dung bơi hỗn hợp 200 mét.

## Tiểu sử
Klochkova sinh ngày 7 tháng 8 năm 1982 tại thành phố Simferopol (nằm ở Krym). Sau đó, cô chuyển tới sống tại Kharkiv, rồi đến Kyiv.
Trong cuộc bầu cử địa phương Ukraina năm 2006, Klochkova được bầu vào Hội đồng thành phố Kharkiv và trở thành thành viên của Đảng Khu vực.
Cô giải nghệ năm 2009 ở tuổi 26.
Klochkova có một con trai tên là Oleksandr sinh ngày 21 tháng 6 năm 2010. Người cha là vận động viên và doanh nhân người Georgia Nodarovich Rostoshvili. Mối quan hệ giữa Rostoshvili và Klochkova kéo dài 18 tháng và Rostoshvili chuyển về Gruzia trước khi con trai họ chào đời và Klochkova một mình nuôi con trai.
Sau cuộc xâm lược và đơn phương sáp nhập Krym của Nga vào năm 2014, Klochkova đã công khai tiếp tục đến Krym khi sống ở Kyiv. Khi được hỏi về điều này, cô nói rằng bán đảo này là nhà của cô và bố mẹ cô vẫn tiếp tục sống ở đó.
Năm 2022, Klochkova rời Kyiv để đến sống ở Krym. Theo trang tin tức Ukraina Obozrevatel cô sống cùng con trai ở Gurzuf. Klochkova chưa bao giờ công khai đưa ra tuyên bố về cuộc xâm lược Ukraina năm 2022 của Nga.

### Giải nghệ
Vào tháng 1 năm 2008, Klochkova tuyên bố giã từ sự nghiệp thể thao.
Vào ngày 24 tháng 3 năm 2009, tại bể bơi Olympic "Aquarena" ở Kharkiv, trong giai đoạn đầu tiên của Giải bơi lội quốc gia Ukraina, với các khán đài chật kín, buổi "chia tay" chính thức của Yana Klochkova đã diễn ra. Các quan chức (Thị trưởng Kharkov Mykhailo Dobkin, Phó Thống đốc Sergei Storozhenko, Chủ tịch Liên đoàn bơi lội Ukraina Oleg Dyomin, vận động viên bóng chuyền hai lần vô địch Olympic Yury Poyarkov và nhiều người khác) đã phát biểu về các vận động viên bơi lội, sau đó là phần tặng hoa và quà từ mọi người. Klochkova, người có biệt danh là "cá vàng" ở Ukraina, được tặng một cách tượng trưng một bể cá có một con cá vàng sống.
Năm 2011, Yana Klochkova đứng đầu chi nhánh Kyiv của Ủy ban Olympic quốc gia Ukraina, nhưng vào năm 2012, cô đã rời bỏ chức vụ này mà không chờ đợi sự ủng hộ của ban chấp hành Ủy ban Olympic cho các sáng kiến của mình.

## Huy chương
Huy chương vàng của cô đến ở nội dung 200 mét cá nhân và 400 mét hỗn hợp cá nhân tại Thế vận hội Mùa hè 2000 và 2004; huy chương bạc của cô là ở nội dung 800 mét tự do tại Thế vận hội Mùa hè 2000. Cô cũng đã giành được 10 danh hiệu tại giải vô địch bơi lội thế giới, 19 danh hiệu vô địch châu Âu. Cô hiện đang giữ kỷ lục thế giới cự ly ngắn ở nội dung 400 mét hỗn hợp cá nhân. Kỷ lục thế giới nội dung hỗn hợp cá nhân 400m của cô đã bị phá bởi Katie Hoff người Mỹ tại Giải vô địch thế giới năm 2007 ở Melbourne.
Vào ngày 28 tháng 7 năm 2001, cô giành huy chương bạc khi đánh bại vận động viên Tề Huy của Trung Quốc ở nội dung 200 mét cá nhân nữ tại Giải vô địch thể thao dưới nước thế giới năm 2001 ở Fukuoka, Nhật Bản. Cùng năm đó, cô giành huy chương vàng nội dung 400 mét hỗn hợp cá nhân tại cùng một sự kiện và hai ngày sau, cô giành thêm một huy chương vàng ở nội dung 400 mét tự do. Năm 2003, cô giành được bốn huy chương vàng tại Universiade mùa hè ở Hàn Quốc. Năm 2004, cô được tạp chí Thế giới bơi lội vinh danh là Nữ vận động viên bơi lội thế giới của năm và cùng năm đó được Tổng thống Leonid Kuchma trao tặng huy chương Anh hùng Ukraina.

## Giải vô địch quốc tế
| Giải đấu | 400 tự do | 800 tự do | 200 fly  | 200 hỗn hợp | 400 hỗn hợp | 4×100 tự do | 4×100 hỗn hợp |
| -------- | --------- | --------- | -------- | ----------- | ----------- | ----------- | ------------- |
| EC 1997  |           |           | 23rd     | 3           | 2           |             |               |
| WC 1998  |           |           |          | 4th         | 2           |             |               |
| EC 1999  | 3         |           |          | 1           | 1           |             |               |
| EC 2000  | 1         |           |          | 1           | 1           |             |               |
| OG 2000  |           | 2         |          | 1           | 1           |             |               |
| WC 2001  | 1         |           |          | 2           | 1           |             |               |
| EC 2002  | 1         |           |          | 1           | 1           |             | 3             |
| WC 2003  |           |           | heats[a] | 1           | 1           |             |               |
| EC 2004  | 3         |           |          | 1           | 1           |             | 2             |
| OG 2004  |           |           |          | 1           | 1           |             | 10th          |
| WC 2005  |           |           |          |             |             |             |               |
| EC 2006  |           |           |          | 4th         |             | 9th         | 4th           |
| WC 2007  |           |           |          |             |             |             |               |
| EC 2008  |           |           |          | 8th         | 12th        | 5th         |               |

a  Klochkova đã vượt qua vòng loại nhưng không vào được vòng bán kết